# Trou noir de Kerr
Pour les articles homonymes, voir Trou noir (homonymie).
Ne doit pas être confondu avec Trou noir de Kerr-Newman.
Pour un article plus général, voir Trou noir.

Animation de la trajectoire et de l'entrainement d'un objet au passage de l'horizon d'un trou noir en rotation (trou noir de Kerr). Vue stylisée. La "surface" du trou noir est ici modélisée par une caténoïde.

En astrophysique, un trou noir de Kerr, ainsi désigné en l'honneur du mathématicien néozélandais Roy Kerr, est un trou noir en rotation et dépourvu de charge électrique.
Plus précisément :
- de masse {\displaystyle M} strictement positive : {\displaystyle M>0} ;
- dont le moment cinétique {\displaystyle J} n'est pas nul : {\displaystyle J\neq 0}, c'est-à-dire qui est en rotation axiale ;
- dont la charge électrique {\displaystyle Q} est nulle {\displaystyle Q=0} ;
- dont l'horizon des événements est en rotation rigide[2],[3].

D'après la conjecture de calvitie, proposée par John Wheeler, il est un des quatre types théoriques de trous noirs.
Il est décrit, dans le cadre de la relativité générale, par la métrique de Kerr, découverte par Roy Kerr en 1963,. La métrique est une solution exacte de {\displaystyle R_{\mu \nu }=0} à laquelle l'équation d'Einstein se réduit pour le vide, {\displaystyle \left(T_{\mu \nu }=0\right)} en l'absence de constante cosmologique {\displaystyle \left(\Lambda =0\right)} ; elle ne dépend que des deux paramètres {\displaystyle m} et {\displaystyle a},, c'est-à-dire la masse {\displaystyle M=m} et le moment cinétique {\displaystyle J=Mac},. L'espace-temps dont la métrique de Kerr décrit la géométrie a quatre dimensions ; il est vide mais courbe bien qu'asymptotiquement plat ; il est stationnaire et à symétrie axiale.
La métrique de Kerr ne décrit un trou noir qu'avec {\displaystyle m\geq {a}},. La métrique de Schwarzschild correspond au cas particulier {\displaystyle a=0} de celle de Kerr,. Le trou noir extrémal que celle-ci décrit correspond au cas limite {\displaystyle m=a}, ; la température de Hawking d'un tel trou noir est nulle. Avec {\displaystyle m<a}, la métrique de Kerr prédit l'existence de singularités nues,, c'est-à-dire de singularités gravitationnelles qui, contrairement à celles des trous noirs sans rotation, ne seraient pas vraiment occultées par un horizon des événements, hypothèse à laquelle s'oppose la conjecture de censure cosmique, proposée par Roger Penrose. La métrique de Minkowski correspond au cas particulier {\displaystyle m=0} de celle de Kerr.
La métrique de Kerr ne peut décrire qu'un trou noir. Le théorème de Birkhoff ne lui est pas applicable, et elle ne décrit pas le champ gravitationnel à l'extérieur d'une étoile en rotation, y compris pendant son effondrement gravitationnel.
L'hypothèse de Kerr,, est l'hypothèse selon laquelle tous les trous noirs astrophysiques sont, quand ils sont proches de l'équilibre, bien décrits par la métrique de Kerr. En effet, les trous noirs astrophysiques sont considérés comme neutres, dans une très bonne approximation.

## Description

Fig. 1 — Horizon des événements et ergosphère d'un trou noir en rotation. Les particules passant à l'intérieur de l'ergosphère peuvent, dans certaines conditions, gagner de l'énergie mécanique au détriment du trou noir puis s'en échapper. Ce dernier perd alors du moment angulaire.

Contrairement au cas du trou noir sans rotation et sans charge électrique (appelé trou noir de Schwarzschild), la singularité gravitationnelle d'un trou noir de Kerr n'est pas ponctuelle mais annulaire.
D'autre part, un trou noir de Kerr possède quatre régions : deux horizons des événements,, ({\displaystyle r_{\pm }}) : l'un extérieur ({\displaystyle r_{+}}), l'autre intérieur ({\displaystyle r_{-}}) ; et deux surfaces limites de stationnarité : l'une externe, l'autre interne avec sa singularité annulaire. La limite de stationnarité externe est l'ergosphère. Alors que l'horizon des événements est décrit par une sphère de rayon {\displaystyle r_{h}}, l'ergosphère est un ellipsoïde de révolution (oblate) dont le petit axe est aligné avec l'axe de rotation du trou noir et de même taille que {\displaystyle r_{h}}, et le plan équatorial est de diamètre {\displaystyle r_{\mathrm {stat} }}. De plus, {\displaystyle r_{\mathrm {stat} }\geq r_{h}}. (voir la Fig. 1).

### Masse
La masse d'un trou noir de Kerr est donnée par, :
{\displaystyle M^{2}=M_{\mathrm {irr} }^{2}+M_{\mathrm {rot} }^{2}=M_{\mathrm {irr} }^{2}+\left({\frac {cJ}{2GM_{\mathrm {irr} }}}\right)^{2}\geq {M_{\mathrm {irr} }^{2}}},
avec :
- {\displaystyle M_{\mathrm {rot} }=M-M_{\mathrm {irr} }={\sqrt {M_{\mathrm {irr} }^{2}+\left({\frac {cJ}{2GM_{\mathrm {irr} }}}\right)^{2}}}-M_{\mathrm {irr} }},

où :
- {\displaystyle M_{\mathrm {irr} }} est la masse irréductible ;
- {\displaystyle M_{\mathrm {rot} }} est l'équivalent de l'énergie de rotation[33].

Pour {\displaystyle J\neq {0}}, {\displaystyle M>M_{\mathrm {irr} }}.
Pour {\displaystyle {\frac {cJ}{M^{2}}}=0}, {\displaystyle M={\sqrt {2}}M_{\mathrm {irr} }}, : le moment cinétique est maximal {\displaystyle \left(J=GM^{2}/c\right)} et la masse irréductible est minimale {\displaystyle \left(M_{\mathrm {irr} }=M/{\sqrt {2}}\right)}.
Pour {\displaystyle J=0}, {\displaystyle M=M_{\mathrm {irr} }} : le trou noir est un trou noir de Schwarzschild.

### Taux de rotation du trou noir et paramètre de spin
{\displaystyle \!\ a\equiv {\frac {cJ}{GM}}}, le rapport entre le moment cinétique et la masse, définit le taux de rotation du trou noir et a pour dimension une masse. {\displaystyle a} ne peut être supérieur à {\displaystyle {\frac {GM}{c^{2}}}} (voir espace-temps de Kerr rapide ci-dessous).
Le paramètre de spin {\displaystyle a_{*}={\frac {c^{2}a}{GM}}} est un paramètre sans dimension tel que {\displaystyle -1\leq a_{*}\leq 1}, le signe représentant le sens de rotation.

### Régions
La géométrie des régions peut se décrire en fonction des caractéristiques du trou noir (sa masse réduite {\displaystyle m={\frac {GM}{c^{2}}}}homogène à une distance et le paramètre de Kerr ou paramètre de spin {\displaystyle a_{*}={\frac {a}{m}}}), de la coordonnée radiale {\displaystyle r} et de la colatitude {\displaystyle \theta }, avec {\displaystyle G} constante gravitationnelle, {\displaystyle c} vitesse de la lumière dans le vide et {\displaystyle M} masse du trou noir.
Les quatre régions d'un trou noir de Kerr sont incluses les unes dans les autres, de la plus grande à la plus petite : l'ergosphère externe, l'horizon des évènements, l'horizon de Cauchy et l'ergosphère interne avec la singularité annulaire.
Dans le cas d'un trou noir de Kerr extrême {\displaystyle (|a_{*}|=1)}, les horizons des évènements et de Cauchy sont confondus. Pour un trou noir de Schwarzschild {\displaystyle (a_{*}=0)}, l'horizon des évènements et l'ergosphère externe sont confondus, et il n'y a pas d’horizon de Cauchy ni d’ergosphère interne.

### Ergosphère externe
L'ergosphère externe est dite limite statique en ce sens que les particules qui la franchissent sont obligatoirement entraînées dans le sens de rotation du trou noir, autrement dit, elles y possèdent un moment angulaire de même signe que {\displaystyle J}. Cet entraînement confère du moment cinétique et de l'énergie mécanique à une particule qui pénètre dans l'ergosphère externe puis s'en échappe, de sorte que le trou noir voit son moment cinétique diminuer. C'est le processus de Penrose, qui permet de pomper de l'énergie à un trou noir en rotation.
L'ergosphère externe est décrite par l'équation polaire :
{\displaystyle r_{ergoext}=m(1+{\sqrt {1-a_{*}^{2}\cos ^{2}\theta }})}
Il s'agit d'un ellipsoïde de révolution de petit axe {\displaystyle r_{h}} et de grand axe {\displaystyle r_{\mathrm {stat} }=2m}.

### Horizon des évènements
La présence de l'horizon des évènements ne dépend pas de la rotation du trou noir, c'est une caractéristique commune à tous les types de trous noirs qui représente finalement l'essence même de ce qu'est un trou noir. Les particules qui franchissent l'horizon des évènements tombent définitivement dans le trou noir sans possibilité de s'en échapper.
Dans le cas d'un trou noir de Kerr, le rayon de l'horizon des évènements est appelé le rayon de Kerr et s'écrit :
{\displaystyle r_{+}=r_{h}=m(1+{\sqrt {1-a_{*}^{2}}})},
La valeur du rayon de l'horizon du trou noir de Kerr est donc comprise entre la moitié du rayon de Schwarzschild {\displaystyle r_{s}=2m} (quand le moment angulaire est maximal, {\displaystyle Jc=G.M^{2}}soit {\displaystyle a_{*}=1}) et ledit rayon (moment angulaire nul, {\displaystyle J=0} soit {\displaystyle a_{*}=0}, cas du trou noir de Schwarzschild).

### Horizon de Cauchy
Le rayon de l'horizon de Cauchy s'écrit :
{\displaystyle r_{-}=r_{Cauchy}=m(1-{\sqrt {1-a_{*}^{2}}})}.

### Ergosphère interne
Le rayon de l'ergosphère interne s'écrit :
{\displaystyle r_{ergoint}=m(1-{\sqrt {1-a_{*}^{2}\cos ^{2}\theta }})}.

### Singularité annulaire
Un trou noir de Kerr est associé à une singularité dite singularité de Kerr dont la particularité est d'être, d'une part, annulaire, (sa topologie est celle d'un anneau de rayon {\displaystyle |a|} situé dans le plan équatorial et bordant l'ergosphère interne) et, d'autre part, du genre temps,.

## Métrique de Kerr

### Expression en coordonnées de Boyer-Lindquist
L'espace-temps dont la métrique de Kerr décrit la géométrie étant stationnaire et à symétrie axiale, il admet deux vecteurs de Killing linéairement indépendants : {\displaystyle \xi _{(t)}^{\mu }} et {\displaystyle \xi _{(\phi )}^{\mu }}, respectivement associés à la stationnarité et à la symétrie axiale ; il admet un troisième vecteur de Killing défini comme la combinaison linaire des deux précédents : {\displaystyle \zeta _{\pm }^{\mu }=\xi _{(t)}^{\mu }+\Omega _{\pm }\xi _{(\phi )}^{\mu }}. Il existe un système de coordonnées d'espace-temps tel que {\displaystyle \xi _{(t)}^{\mu }=(1,0,0,0)}, {\displaystyle \xi _{(\phi )}^{\mu }=(0,0,0,1)} et {\displaystyle \zeta _{\pm }=(1,0,0,\Omega _{\pm })}.
La métrique de Kerr s'écrit généralement dans les coordonnées de Boyer-Lindquist :
{\displaystyle x^{\mu }=\left\{t,r,\theta ,\phi \right\}},
où :
- {\displaystyle t\in \left(-\infty ,+\infty \right)},
- {\displaystyle r\in \left(-\infty ,+\infty \right)},
- {\displaystyle \theta \in \left[0,\pi \right]},
- {\displaystyle \phi \in \left[0,2\pi \right)}.

En coordonnées de Boyer-Lindquist, l'espace-temps est l'union disjointe de trois composantes connexes :
{\displaystyle {\mathcal {M}}_{\mathrm {BL} }={\mathcal {M}}_{\mathrm {I} }\cup {\mathcal {M}}_{\mathrm {II} }\cup {\mathcal {M}}_{\mathrm {III} }},
avec :
{\displaystyle {\mathcal {M}}_{\mathrm {I} }=\mathbb {R} \times \left(r_{+},+\infty \right)\times \mathbb {S} ^{2}},
{\displaystyle {\mathcal {M}}_{\mathrm {II} }=\mathbb {R} \times \left(r_{+},r_{-}\right)\times \mathbb {S} ^{2}},
{\displaystyle {\mathcal {M}}_{\mathrm {III} }=\mathbb {R} \times \left(-\infty ,r_{-}\right)\times \mathbb {S} ^{2}\setminus {\mathcal {R}}},
où :
{\displaystyle 0<r_{-}<m<r_{+}<2m},
{\displaystyle {\mathcal {R}}=\left\{p\in \mathbb {R} ^{2}\times \mathbb {S} ^{2},\;r(p)=0\;{\text{et}}\;\theta (p)={\frac {\pi }{2}}\right\}}.
Dans ce système de coordonnées, le métrique peut s'écrire comme suit,,,,, :
{\displaystyle {\begin{aligned}\mathrm {d} s^{2}=-c^{2}\mathrm {d} \tau ^{2}&=\left(g_{tt}-{\frac {g_{t\phi }^{2}}{g_{\phi \phi }}}\right)c^{2}\mathrm {d} t^{2}+g_{rr}\mathrm {d} r^{2}+g_{\theta \theta }\mathrm {d} \theta ^{2}+g_{\phi \phi }\left(\mathrm {d} \phi +{\frac {g_{t\phi }}{g_{\phi \phi }}}c\mathrm {d} t\right)^{2}\\&=-\alpha ^{2}c^{2}\mathrm {d} t^{2}+{\frac {\rho ^{2}}{\Delta }}\mathrm {d} r^{2}+\rho ^{2}\mathrm {d} \theta ^{2}+\varpi \left(\mathrm {d} \phi -\omega \,c^{2}\mathrm {d} t\right)^{2}\end{aligned}}},
avec, :
{\displaystyle \Delta =r^{2}+a^{2}-2Mr,\quad \rho ^{2}=r^{2}+a^{2}\cos ^{2}\theta ,\quad \Sigma ^{2}=\left(r^{2}+a^{2}\right)^{2}-a^{2}\Delta \sin ^{2}\theta },
et, :
{\displaystyle \alpha ^{2}={\frac {\rho ^{2}}{\Sigma ^{2}}}\Delta ,\quad \varpi ^{2}={\frac {\Sigma ^{2}}{\rho ^{2}}}\sin ^{2}\theta ,\quad \omega ={\frac {2aMr}{\Sigma ^{2}}}}.
{\displaystyle \Delta } est la fonction de la coordonnée {\displaystyle r} dont les zéros donnent les deux horizons, : {\displaystyle \Delta (r)=\left(r-r_{+}\right)\left(r-r_{-}\right)=0}.
{\displaystyle \rho ^{2}} est la fonction des coordonnées {\displaystyle r} et {\displaystyle \theta } dont le zéro donne la singularité : {\displaystyle \rho ^{2}=0}.
{\displaystyle \varpi } est le rayon de la base d'un cylindre autour de l'axe de symétrie.
{\displaystyle \omega } est la vitesse angulaire d'un observateur eulérien.
La représentation tensorielle des coefficients de la métrique est la suivante :
{\displaystyle g_{\mu \nu }={\begin{pmatrix}-\alpha ^{2}+\omega ^{2}\varpi ^{2}&0&0&-\omega \varpi ^{2}\\0&{\frac {\rho ^{2}}{\Delta }}&0&0\\0&0&\rho ^{2}&0\\-\omega \varpi ^{2}&0&0&\varpi ^{2}\end{pmatrix}}={\begin{pmatrix}\beta ^{2}-\alpha ^{2}&0&0&\beta _{\phi }\\0&\gamma _{rr}&0&0\\0&0&\gamma _{\theta \theta }&0\\\beta _{\phi }&0&0&\gamma _{\phi \phi }\end{pmatrix}}}
Les coefficients de la métrique sont, :
{\displaystyle g_{tt}=\beta ^{2}-\alpha ^{2}={\frac {\beta _{\phi }^{2}}{\gamma _{\phi \phi }}}-\alpha ^{2}}
{\displaystyle g_{t\phi }=\gamma _{t\phi }=\beta _{\phi }}
{\displaystyle g_{rr}=\gamma _{rr}={\frac {\rho ^{2}}{\Delta }},\quad g_{\theta \theta }=\gamma _{\theta \theta }=\rho ^{2},\quad g_{\phi \phi }=\gamma _{\phi \phi }=\varpi ^{2}}.
Dans ce même système de coordonnées, elle peut aussi s'écrire comme suit :
{\displaystyle \mathrm {d} s^{2}=-\left(1-{\frac {2GMr}{c^{2}\rho ^{2}}}\right)c^{2}\mathrm {d} t^{2}-{\frac {4GMar\sin ^{2}\theta }{c^{2}\rho ^{2}}}c\mathrm {d} t\mathrm {d} \phi +{\frac {\rho ^{2}}{\Delta }}\mathrm {d} r^{2}+\rho ^{2}\mathrm {d} \theta ^{2}+\left(r^{2}+a^{2}+{\frac {2GMa^{2}r\sin ^{2}\theta }{c^{2}\rho ^{2}}}\right)\sin ^{2}\theta \mathrm {d} \phi ^{2}},
avec :
{\displaystyle \!\ \Delta \equiv r^{2}-{\frac {2GM}{c^{2}}}r+a^{2}},
{\displaystyle \!\ \rho ^{2}\equiv r^{2}+a^{2}\cos ^{2}\theta }.
En posant {\displaystyle G=1} et {\displaystyle c=1}, elle est donnée par :
{\displaystyle \mathrm {d} s^{2}=-\left(1-{\frac {2Mr}{\rho ^{2}}}\right)\mathrm {d} t^{2}-{\frac {4aMr\sin ^{2}\theta }{\rho ^{2}}}\mathrm {d} t\mathrm {d} \phi +{\frac {\rho ^{2}}{\Delta }}\mathrm {d} r^{2}} {\displaystyle +\rho ^{2}\mathrm {d} \theta ^{2}+\left(r^{2}+a^{2}+{\frac {2a^{2}Mr\sin ^{2}\theta }{\rho ^{2}}}\right)\sin ^{2}\theta \mathrm {d} \phi ^{2}},
avec :
{\displaystyle \!\ \Delta \equiv r^{2}-2Mr+a^{2}},
{\displaystyle \!\ \rho ^{2}\equiv r^{2}+a^{2}\cos ^{2}\theta },
{\displaystyle t\in \mathbb {R} } est la coordonnée temporelle, {\displaystyle r\in \mathbb {R} ^{+}} est la coordonnée radiale, {\displaystyle \theta \in \left[0,\pi \right]} est la colatitude, {\displaystyle \phi \in \left[0,2\pi \right]} est la longitude.

Les points {\displaystyle \theta =0} et {\displaystyle \theta =\pi } sont les pôles et les points {\displaystyle \theta ={\frac {\pi }{2}}} forment l'équateur. La droite joignant les pôles est l'axe de rotation du trou noir.

Le système de coordonnées est indéfini aux pôles. En effet, lorsque {\displaystyle t=cste} et {\displaystyle r=cste}, le coefficient {\displaystyle g_{\phi \phi }} s'annule pour {\displaystyle \theta =0} et {\displaystyle \theta =\pi }.

De plus, les coordonnées sont invalides lorsque {\displaystyle \Delta =0}  où le coefficient g{\displaystyle r}{\displaystyle r} diverge (singularité dite de coordonnées) ou lorsque {\displaystyle \rho ^{2}=0} où les coefficients {\displaystyle g_{00}}, {\displaystyle g_{0\phi }}, {\displaystyle g_{\phi 0}} et {\displaystyle g_{\phi \phi }} divergent (singularité annulaire).
Les coefficients de la métrique (exprimée dans les coordonnées de Boyer-Lindquist) sont indépendants de {\displaystyle t} et {\displaystyle \phi }. Par conséquent, la géométrie de l'espace-temps est indépendante du temps (c'est-à-dire stationnaire) et à symétrie axiale. 
Autrement dit, la métrique de Kerr possède les vecteurs de Killing : {\displaystyle \xi _{\left(t\right)}\equiv \left({\frac {\partial }{\partial t}}\right)_{r,\theta ,\phi }} {\displaystyle \xi _{\left(\phi \right)}\equiv \left({\frac {\partial }{\partial \phi }}\right)_{t,r,\theta }}

Les composantes de la métrique de Kerr exprimées avec les coordonnées de Boyer-Lindquist sont remarquables car elles sont égales au produit scalaire des coordonnées indépendantes :
{\displaystyle \xi _{\left(t\right)}.\xi _{\left(t\right)}=g_{tt}}
{\displaystyle \xi _{\left(t\right)}.\xi _{\left(\phi \right)}=g_{t\phi }}
{\displaystyle \xi _{\left(\phi \right)}.\xi _{\left(\phi \right)}=g_{\phi \phi }}
Notons que si le moment angulaire par unité de masse est nul, {\displaystyle a=0} (donc {\displaystyle J=0}), on obtient la métrique de Schwarzschild. Si on ajoute la contrainte {\displaystyle M=0}, on obtient l'espace de Minkowski.

### Expression en coordonnées de Kerr
Il arrive que la métrique soit exprimée dans les coordonnées de Kerr où {\displaystyle {\tilde {\phi }}} est la coordonnée de rotation du trou noir :
{\displaystyle \mathrm {d} s^{2}=-\left(1-{\frac {2Mr}{\rho ^{2}}}\right)\mathrm {d} {\tilde {V}}^{2}-{\frac {4aMr\sin ^{2}\theta }{\rho ^{2}}}\mathrm {d} {\tilde {\phi }}\mathrm {d} {\tilde {V}}} {\displaystyle +\rho ^{2}\mathrm {d} \theta ^{2}+\left(r^{2}+a^{2}+{\frac {2a^{2}Mr\sin ^{2}\theta }{\rho ^{2}}}\right)\sin ^{2}\theta \mathrm {d} {\tilde {\phi }}^{2}+2\mathrm {d} r\mathrm {d} {\tilde {V}}-2a\sin ^{2}\theta \mathrm {d} {\tilde {\theta }}\mathrm {d} r}
Dans ce cas, les coefficients sont indépendants de {\displaystyle {\tilde {V}}} et {\displaystyle {\tilde {\phi }}}.
Les relations qui relient les deux systèmes de coordonnées sont :
{\displaystyle \mathrm {d} {\tilde {V}}=\mathrm {d} t+{\frac {\left(r^{2}+a^{2}\right)}{\Delta }}\mathrm {d} r},
{\displaystyle \mathrm {d} {\tilde {\phi }}=\mathrm {d} {\tilde {\theta }}+{\frac {a}{\Delta }}\mathrm {d} r}.

### Espaces-temps de Kerr
Il existe trois types différents d'espace-temps de Kerr suivant l'importance relative de {\displaystyle M} et {\displaystyle a}, autrement dit, suivant la vitesse du moment cinétique {\displaystyle J=GM^{2}/c}.

#### L'espace-temps de Kerr lent
L'espace-temps de Kerr est dit « lent » (slow Kerr space-time) pour {\displaystyle 0<\left|a\right|<M}. La rotation est lente ({\displaystyle \left|J\right|<1}, avec la convention {\displaystyle G=M=c=1}).
{\displaystyle \Delta } possède alors deux racines réelles.

{\displaystyle r_{-}=M-{\sqrt {M^{2}-a^{2}}}}

{\displaystyle r_{+}=M+{\sqrt {M^{2}-a^{2}}}}

C'est la version de l'espace-temps de Kerr la plus souvent étudiée. L'espace-temps possède deux horizons, les sphères de rayon {\displaystyle r=r_{-}} et {\displaystyle r=r_{+}} disposées symétriquement à la sphère de rayon {\displaystyle r=M}. Le lieu géométrique où {\displaystyle r=r_{+}} est appelé indifféremment l'horizon externe ou l'horizon des événements. Concernant {\displaystyle r=r_{-}}, on le nomme horizon interne ou horizon de Cauchy. Les deux horizons séparent l'espace-temps en trois parties distinctes nommées blocs de Boyer-Lindquist (Boyer-Lindquist Blocks) :

##### Bloc 1
```

  

    

      

        

          
{

          

            
r

            
>

            

              
r

              

                
+

              

            

          

          
}

        

      

    

    
{\displaystyle \left\{r>r_{+}\right\}}

  

```

C'est la région extérieure au trou noir. L'ergosphère appartient à ce bloc. La limite statique est l'hypersurface définie par la racine supérieure de l'équation : {\displaystyle \rho ^{2}=2Mr}, où le coefficient g{\displaystyle t}{\displaystyle t} s'annule. Si on définit l'ergosphère par la coordonnée radiale {\displaystyle r} : 

{\displaystyle E=\left\{r_{+}<r<M+{\sqrt {M^{2}-a^{2}cos^{2}\theta }}\right\}}.

Cette équation permet de retrouver quelques résultats prévisibles :

La limite statique coïncide avec l'horizon des évènements aux pôles.

L'extension radiale de l'ergosphère est maximale à l'équateur du trou noir (Voir Fig. 1).

La limite statique se rapproche de plus en plus de l'horizon des évènements à mesure que le moment angulaire par unité de masse diminue.

Si un observateur franchit l'ergosphère, il lui est physiquement impossible de rester au repos par rapport à un objet extérieur au trou noir. De plus, tous les observateurs possédant une coordonnée radiale et une colatitude fixes se situant dans cette région de l'espace-temps de Kerr doivent décrire des orbites dans le même sens de rotation que le trou noir.
Si {\displaystyle r=cste} et {\displaystyle \theta =cste}, {\displaystyle {\frac {\mathrm {d} \phi }{\mathrm {d} t}}>{\frac {a\sin \theta -{\sqrt {\Delta }}}{\left(r^{2}+a^{2}\right)\sin \theta -a{\sqrt {\Delta }}\sin ^{2}\theta }}\geq 0} lorsque {\displaystyle r\in E} et {\displaystyle a>0}.

##### Bloc 2
```

  

    

      

        

          
{

          

            

              
r

              

                
−

              

            

            
<

            
r

            
<

            

              
r

              

                
+

              

            

          

          
}

        

      

    

    
{\displaystyle \left\{r_{-}<r<r_{+}\right\}}

  

```

C'est la région située sous l'horizon externe. De la même manière que pour l'horizon de Schwarzschild caractérisant un trou noir sans rotation, aucun objet ne peut émerger de l'horizon des évènements.

##### Bloc 3
```

  

    

      

        

          
{

          

            
r

            
<

            

              
r

              

                
−

              

            

          

          
}

        

      

    

    
{\displaystyle \left\{r<r_{-}\right\}}

  

```

C'est la région de l'espace-temps située sous l'horizon interne contenant la singularité annulaire source de la gravité.

#### L'espace-temps de Kerr extrême
L'espace-temps de Kerr est dit « extrême » (extreme Kerr space-time) pour {\displaystyle \left|a\right|=M}. La rotation est critique ({\displaystyle \left|J\right|=1}, avec la convention {\displaystyle G=M=c=1}).
{\displaystyle M} est la racine double de {\displaystyle \Delta } et la sphère de rayon {\displaystyle r=M} est l'horizon unique.
Si on reprend les formules précédentes, on trouve que l'ergosphère est la région :

{\displaystyle E=\left\{r_{-}=r_{+}=M<r<M\left(1+\sin \theta \right)\right\}}.

La métrique décrit un objet en rotation qui cesse d'être un trou noir, mais n'atteint pas la vitesse de rupture. La vitesse de rotation à la limite externe est égale à la vitesse de la lumière. Comme l'explique Jean-Pierre Luminet : « En langage newtonien, on dirait qu'à la surface d'un trou noir maximal les forces de répulsion centrifuges compensent exactement les forces d'attraction gravitationnelles. »

#### L'espace-temps de Kerr rapide
L'espace-temps de Kerr est dit « rapide » (over extreme Kerr spacetime) pour {\displaystyle \left|a\right|>M}. La rotation est rapide ({\displaystyle \left|J\right|>1}, avec la convention {\displaystyle G=M=c=1}).
{\displaystyle \Delta } ne possède aucune racine réelle et l'espace-temps n'a pas d'horizon. Les ergosphères externe et interne sont adjacentes ce qui donne une seule hypersurface qui forme une sorte de tore. Dans ce cas de figure, il n'y a pas de trou noir, et on parle alors de singularité nue (anneau de rayon {\displaystyle |a|} qui borde l'ergosphère interne). L'intérêt de cette solution particulière est plutôt limité puisque Werner Israel a démontré dans les années 1980 que toute interaction d'un trou noir tournant à sa fréquence maximale ({\displaystyle \left|J\right|=1}) tend à ralentir son moment angulaire. Il semblerait donc qu'il n'existe aucun moyen physique de "construire" un espace-temps de Kerr rapide. C'est l'idée formulée initialement par Roger Penrose appelée conjecture de la "censure cosmique".

## Mesure expérimentale du spin d'un trou noir

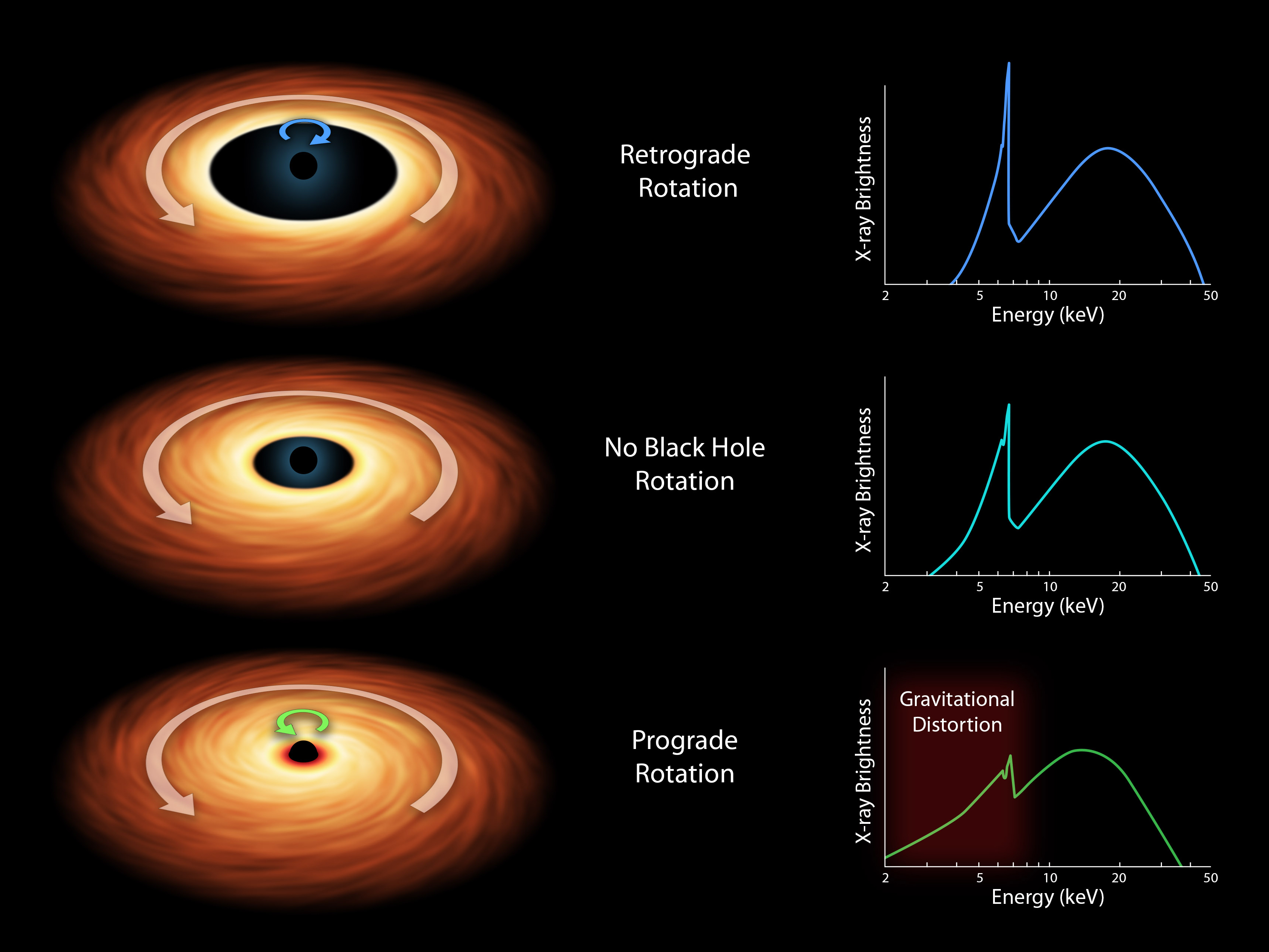
varie en fonction de la vitesse (et du sens) de rotation du trou noir, ce qui provoque des spectres bien différenciés, caractéristiques de ces dernières orbites circulaires stables.

Depuis 2006, il est possible de mesurer expérimentalement le paramètre de spin {\displaystyle a_{*}} de certains trous noirs. Estimer le spin d'un trou noir est beaucoup plus difficile que d'estimer sa masse, car l'effet de la rotation du trou noir ne peut être mesuré que par ses effets sur de la matière observable à proximité du trou noir, comme un disque d'accrétion par exemple.
L'estimation du paramètre {\displaystyle a_{*}} est réalisée en mesurant le rayon de la dernière orbite circulaire stable ({\displaystyle R_{ISCO}} pour Innermost Stable Circular Orbit). La formule théorique donnant ce rayon, pour une masse du trou noir donnée, ne dépend que de {\displaystyle a_{*}} et la relation entre les deux est directe. {\displaystyle R_{ISCO}} est lui-même déterminé en mesurant le spectre des rayons X émis dans le disque d'accrétion par des binaires X, des étoiles orbitant autour d'un trou noir, ainsi que par la luminosité de ces émissions. Ce spectre est comparé à celui donné par un modèle théorique d'accrétion (Idealized Thin Disk Model), et les paramètres dont {\displaystyle R_{ISCO}} sont ajustés pour réaliser la meilleure corrélation entre le spectre et la luminosité mesurés, et le modèle. Pour une masse de trou noir d'une dizaine de masses solaires, {\displaystyle R_{ISCO}} peut varier entre 15 km pour {\displaystyle |a_{*}|=1} et 90 km pour {\displaystyle a_{*}=0}, variabilité suffisamment grande pour influencer notablement le spectre.
Certains trous noirs semblent en rotation extrêmement rapide ({\displaystyle a_{*}} proche de 1), comme GRS 1915+105.
| Binaire X    | Masse du trou noir ({\displaystyle M_{\odot }}) | {\displaystyle a_{\ast }} |
| ------------ | ----------------------------------------------- | ------------------------- |
| 4U 1543-47   | 9.4 ± 1                                         | 0.7 - 0.85                |
| GRO J1655-40 | 6.3 ± 0.27                                      | 0.65 - 0.8                |
| GRS 1915+105 | 14 ± 4.4                                        | 0.98 - 1                  |

#### Dictionnaires et encyclopédies
- [Taillet, Villain et Febvre 2013] Richard Taillet, Loïc Villain et Pascal Febvre, Dictionnaire de physique, Bruxelles, De Boeck Supérieur, hors coll., février 2013, 3e éd. (1re éd. mai 2008), X-899 p., 17 × 24 cm (ISBN 978-2-8041-7554-2, EAN 9782804175542, OCLC 842156166, BNF 43541671, SUDOC 167932349, lire en ligne).

#### Manuels d'enseignement supérieur
- [Baumgarte et Shapiro 2010] (en) Thomas W. Baumgarte et Stuart L. Shapiro, Numerical relativity : solving Einstein's equations on the computer, Cambridge, CUP, hors coll., juin 2010, 1re éd., XVIII-698 p., 19,3 × 19,3 cm (ISBN 978-0-521-51407-1, EAN 9780521514071, OCLC 716879027, DOI 10.1017/CBO9781139193344, Bibcode 2010nure.book.....B, S2CID 118294154, SUDOC 146498992, présentation en ligne, lire en ligne).
- [Deruelle et Uzan 2018] (en) Nathalie Deruelle et Jean-Philippe Uzan (trad. du français par Patricia de Forcrand-Millard), Relativity in modern physics [« Théories de la relativité »] [« La relativité en physique moderne »], Oxford, OUP, coll. « Oxford graduate texts », août 2018, 1re éd., XI-691 p., 17,1 × 24,6 cm (ISBN 978-0-19-878639-9, EAN 9780198786399, OCLC 1109749749, BNF 45570670, DOI 10.1093/oso/9780198786399.001.0001, Bibcode 2018rmp..book.....D, S2CID 126350606, SUDOC 229944329, présentation en ligne, lire en ligne).
- [Ferrari, Gualtieri et Pani 2020] (en) Valeria Ferrari, Leonardo Gualtieri et Paolo Pani, General relativity and its applications : black holes, compact stars and gravitational waves [« La relativité générale et ses applications : trous noirs, étoiles compactes et ondes gravitationnelles »], Boca Raton, CRC, hors coll., décembre 2020, 1re éd., XVIII-475 p., 17,8 × 25,4 cm (ISBN 978-1-138-58977-3 et 978-0-367-62532-0, EAN 9781138589773, OCLC 1247682853, DOI 10.1201/9780429491405, SUDOC 255050844, présentation en ligne, lire en ligne).
- [Gialis et Désert 2015] Denis Gialis et François-Xavier Désert, Relativité générale et astrophysique : problèmes et exercices corrigés, Les Ulis, EDP Sciences, coll. « Grenoble Sciences », novembre 2015, 1re éd., X-353 p., 17 × 24 cm (ISBN 978-2-7598-1749-8, EAN 9782759817498, OCLC 920911577, BNF 44394347, DOI 10.1051/978-2-7598-1896-9, SUDOC 188192891, présentation en ligne, lire en ligne).
- [Grumiller et Sheikh-Jabbari 2022] (en) Daniel Grumiller et Mohammad Mehdi Sheikh-Jabbari, Black hole physics : from collapse to evaporation, Cham, Springer, coll. « Graduate texts in physics », novembre 2022, 1re éd., XXVIII-416 p., 15,5 × 23,5 cm (ISBN 978-3-031-10342-1 et 978-3-031-10345-2, EAN 9783031103421, OCLC 1322812525, DOI 10.1007/978-3-031-10343-8, S2CID 253372811, SUDOC 276871235, présentation en ligne, lire en ligne).
- [Lawrie 2013] (en) Ian D. Lawrie, A unified grand tour of theoretical physics, Boca Raton, CRC, hors coll., janvier 2013 (réimpr. octobre 2017), 3e éd. (1re éd. avril 1990), XIX-693 p., 15,6 × 23,2 cm (ISBN 978-1-4398-8446-1 et 978-1-1384-7335-5, EAN 9781439884461, OCLC 835029827, BNF 45338732, DOI 10.1201/b12906, SUDOC 167349031, présentation en ligne, lire en ligne  [PDF]).
- [Maggiore 2018] (en) Michele Maggiore, Gravitational waves, t. II : Astrophysics and cosmology, Oxford, OUP, hors coll., mars 2018, 1re éd., XIV-820 p., 18,9 × 24,6 cm (ISBN 978-0-19-857089-9, EAN 9780198570899, OCLC 1030746535, BNF 45338294, DOI 10.1093/oso/9780198570899.001.0001, Bibcode 2018gwv..book.....M, S2CID 126375843, SUDOC 225716968, présentation en ligne, lire en ligne).
- [Thorne et Blandford 2021] (en) Kip S. Thorne et Roger D. Blandford, Relativity and cosmology [« Relativité et cosmologie »], Princeton, PUP, coll. « Modern classical physics » (no 5), mai 2021, 1re éd., XXII p. et p. 1151-1544, 20,3 × 25,4 cm (ISBN 978-0-691-20739-1, EAN 9780691207391, OCLC 1259628386, Bibcode 2021rcv..book.....T, SUDOC 256442894, présentation en ligne, lire en ligne).
- [Zee 2013] (en) Anthony Zee, Einstein gravity in a nutshell, Princeton, PUP, coll. « In a nutshell », mai 2013, 1re éd., XXII-866 p., 19,1 × 26 cm (ISBN 978-0-691-14558-7, EAN 9780691145587, OCLC 857978606, Bibcode 2013egn..book.....Z, S2CID 116921780, SUDOC 170984478, présentation en ligne, lire en ligne  [PDF]).

#### Ouvrages fondamentaux
- [Dermer et Menon 2009] (en) Charles D. Dermer et Govind Menon, High energy radiation from black holes : gamma rays, cosmic rays, and neutrinos [« Rayonnement de haute énergie provenant des trous noirs : rayons gamma, rayons cosmiques, et neutrinos »], Princeton et Oxford, PUP, coll. « Princeton series in astrophysics », octobre 2009, 1re éd., XX-538 p., 15,2 × 23,5 cm (ISBN 978-0-691-13795-7 et 978-0-691-14408-5, EAN 9780691137957, OCLC 642296986, DOI 10.1515/9781400831494, Bibcode 2009herb.book.....D, S2CID 118047456, SUDOC 139195254, présentation en ligne, lire en ligne  [PDF]).
- [Thorne, Price et MacDonald 1986] (en) Kip S. Thorne, Richard H. Price et Douglas A. MacDonald (éd. et préf.), Black holes : the membrane paradigm [« Trous noirs : le paradigme de la membrane »], New Haven, YUP, hors coll., septembre 1986, 1re éd., XII-367 p., 16,5 × 24,1 cm (ISBN 0-300-03769-4 et 0-300-03770-8, EAN 9780300037692, OCLC 13759977, Bibcode 1986bhmp.book.....T, SUDOC 030353556, lire en ligne) :
  - [MacDonald et al. 1986] (en) Douglas A. MacDonald, Richard H. Price, Wai-Mo Suen et Kip S. Thorne, « Nonrotating and slowly rotating holes », dans op. cit., chap. II, p. 13-66 ;
  - [Thorne et al. 1986] (en) Kip S. Thorne, Richard H. Price, Douglas A. Macdonald, Wai-Mo Suen et Xiao-He Zhang, « Rapidly rotating holes », dans op. cit., chap. III, p. 67-120.

#### Hypothèse de Kerr
- [Brito, Cardoso Pani 2020] (en) Richard Brito, Vitor Cardoso et Paolo Pani, Superradiance : new frontiers in black hole physics, Cham, Springer, coll. « Lecture notes in physics » (no 971), août 2020, 2e éd. (1re éd. juillet 2015), XXI-293 p., 15,6 × 23,4 cm (ISBN 978-3-030-46621-3, EAN 9783030466213, OCLC 1199922177, DOI 10.1007/978-3-030-46622-0, Bibcode 2020LNP...971.....B, arXiv 1501.06570, SUDOC 249662426, présentation en ligne, lire en ligne).
- [Hajianand et Kunz 2023] (en) Kamal Hajianand et Jutta Kunz, « Summary of the parallel session BH3 », dans Remo Ruffini et Gregory Vereshchagin (éd. et préf.), The sixteenth Marcel Grossmann meeting : on recent developments in theoretical and experimental general relativity, astrophysics, and relativistic field theories, Singapour, Hackensack et Londres, World Scientific, coll. « The Marcel Grossmann meetings / proceeding series » (no 16), juillet 2023, 1re éd., LXXVI-4572 p., 18,4 × 26 cm (ISBN 978-981-12-6976-9, EAN 9789811269769, OCLC 1346301941, DOI 10.1142/13149, Bibcode 2023mgm..conf.....R, présentation en ligne, lire en ligne  [PDF]), partie B, p. 1372-1390.
- [Cunha, Herdeiro et Radu 2019] (en) Pedro V. P. Cunha, Carlos A. R. Herdeiro et Eugen Radu, « EHT constraint on the ultralight scalar hair of the M87 supermassive black hole », Universe, vol. 5, no 12,‎ novembre 2019, article no 220 (OCLC 8349006923, DOI 10.3390/universe5120220, Bibcode 2019Univ....5..220C, arXiv 1909.08039, S2CID 202660986, résumé, lire en ligne  [PDF]).
- [Herdeiro 2023] (en) Carlos A. R. Herdeiro, « Black holes : on the universality of the Kerr hypothesis », dans Christian Pfeifer et Claus Lämmerzahl (éd. et préf.), Modified and quantum gravity : from theory to experimental searches on all scales, Cham, Springer, coll. « Lecture notes in physics » (no 1017), octobre 2023, 1re éd., XIV-550 p., 15,6 × 23,4 cm (ISBN 978-3-031-31519-0, EAN 9783031315190, OCLC 1409443471, DOI 10.1007/978-3-031-31520-6, Bibcode 2023LNP..1017.....P, SUDOC 273824961, présentation en ligne, lire en ligne), IIe partie, chap. 8, p. 315-331.

#### Publication originale
- [Kerr 1963] (en) Roy P. Kerr, « Gravitational field of a spinning mass as an example of algebraically special metrics » [« Le champ gravitationnel d'une masse en rotation comme exemple de métriques algébriquement spéciales »], Physical Review Letters, vol. 11, no 5,‎ 1er septembre 1963, p. 237-238, article no 23 (OCLC 4640037533, DOI 10.1103/PhysRevLett.11.237, Bibcode 1963PhRvL..11..237K, S2CID 123279764, lire en ligne  [PDF]).